# Адмиралти
Адмиралти (енгл. Admiralty Island) је острво САД које припада савезној држави Аљаска. Површина острва износи 4362 км2. Према попису из 2000. на острву је живело 650 становника. Адмиралти острво је острво у Александровом архипелагу. Дугачко је 145 км и широко 56 км. Острво је скоро пресечено на два дела Сејмуровим каналом. Већина острва Адмиралти — 955.747 хектара (3.868 км2) — заштићена је као Национални споменик Адмиралти острва којим управља Национална шума Тонгаса. Дивљина Kootznoowoo обухвата огромне старе умерене прашуме. Ове шуме пружају нека од најбољих станишта доступних врстама као што су мрки медведи, белоглави орлови и црнорепи јелени.
Ангун, традиционална заједница Тлингита са 572 становника, једино је насеље на острву, иако ненасељени део града Џуно обухвата 264,68 км2 (6,2 одсто) копнене површине острва близу његовог северног краја. Национални споменик се сматра светим простором племена Ангуна народа Тлингита, који живе на племенској земљи у заједници Ангун на западној обали острва. Тлингити су се борили да заштита острва постане део АNILCА законодавства (Alaska National Interest Lands Conservation Act, Закон о очувању земљишта националног интереса Аљаске) и настављају да се баве управљањем природним ресурсима острва. Већина становника Ангуна свакодневно користи национални споменик.

## Историја
Острво је назвао британски морнарички официр Џорџ Ванкувер у част његових послодаваца, Адмиралитета Краљевске морнарице. Џозеф Витби га је истражио га је у јулу–августу 1794, током Ванкуверове експедиције 1791–1795.
Национални споменик острва створио је председник Џими Картер 1. децембра 1978. године. У Закону о очувању земљишта у националном интересу Аљаске, Конгрес је означио све осим 74,26 км2 споменика као дивљину Kootznoowoo, осигуравајући да огромна већина овог споменика буде трајно заштићена од развоја. Спомеником управља америчка шумарска служба из канцеларија у Џуноу.
Године 1986. проглашен је резерватом биосфере заједно са Националним парком Залив глечера.

## Флора и фауна
Западна кукута, Ситка оморика и западни црвени кедар доминирају плодном прашумском вегетацијом; дивљи живот у изобиљу укључује мрког медведа, белоглавог орла, многе врсте лососа, китова и јелена. Адмиралти острво је дом највеће густине мрког медведа у Северној Америци. Процењује се да на острву живи око 1.600 мрких медведа, што је скоро три према један више од људских становника острва. Има више мрких медведа него на целој територији Сједињених Америчких Држава и једну од највећих густина белоглавих орлова на свету.

## Рударство
Рудник Гринс Крик је подземни рудник сребра, злата, цинка и олова који се налази на северозападном крају острва, у оквиру националног споменика. Почео је са радом 1989. године.

## Рекреација
Адмиралти острво нуди бројне могућности за рекреацију. Пут кануа Крос Адмиралти дужине 32 миље је популарна дестинација за вожњу кануом и кајаком, која пролази дуж читавог острва кроз низ језера, потока и стаза, са неколико кабина и склоништа на путу. Модерну руту је поставио и изградио Цивилни конзерваторски корпус 1930-их, и она прати трагове које су староседеоци острва дуго користили за лов, риболов и трговину.
Подручје за посматрање мрког медведа Пак Крик нуди посетиоцима прилику да посматрају мрке медведе у њиховом природном станишту док лове лососа и комуницирају једни с другима током летњих месеци. 
Током последњих деценија, на острву су се отвориле разни објекти за пецање и рекреацију на отвореном, а већина ових одмаралишта ради у граду Ангуну.

## Општи и цитирани извори
- Admiralty Island: Blocks 1000 to 1002, Census Tract 6, Juneau City and Borough; Blocks 3012 to 3018; 3022 to 3026; Block 3048; Blocks 3056 to 3069; Block 3074; Blocks 3087 and 3088; Census Tract 3, Skagway-Hoonah-Angoon Census Area, Alaska United States Census Bureau
- Comparison of Predicted and Actual Water Quality at Hardrock Mines